# Manfred von Brauchitsch
Pour les articles homonymes, voir von Brauchitsch.
Manfred von Brauchitsch, né le 15 août 1905 à Hambourg et mort le 5 février 2003 à Gräfenwarth, est un pilote automobile allemand. Pilote majeur de l'entre-deux-guerres, ses succès sont indissociables de ceux des Mercedes. 

## Biographie

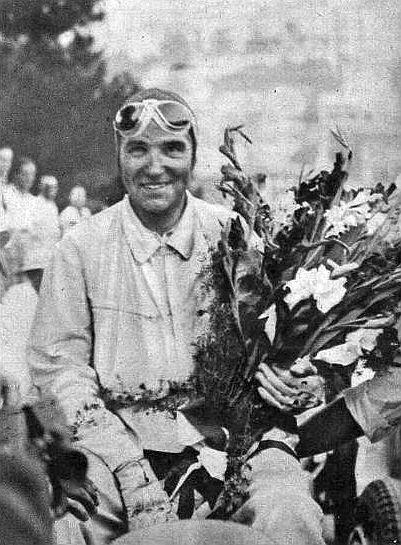
Manfred von Brauchitsch, après sa victoire au Grand Prix de Monaco 1937.

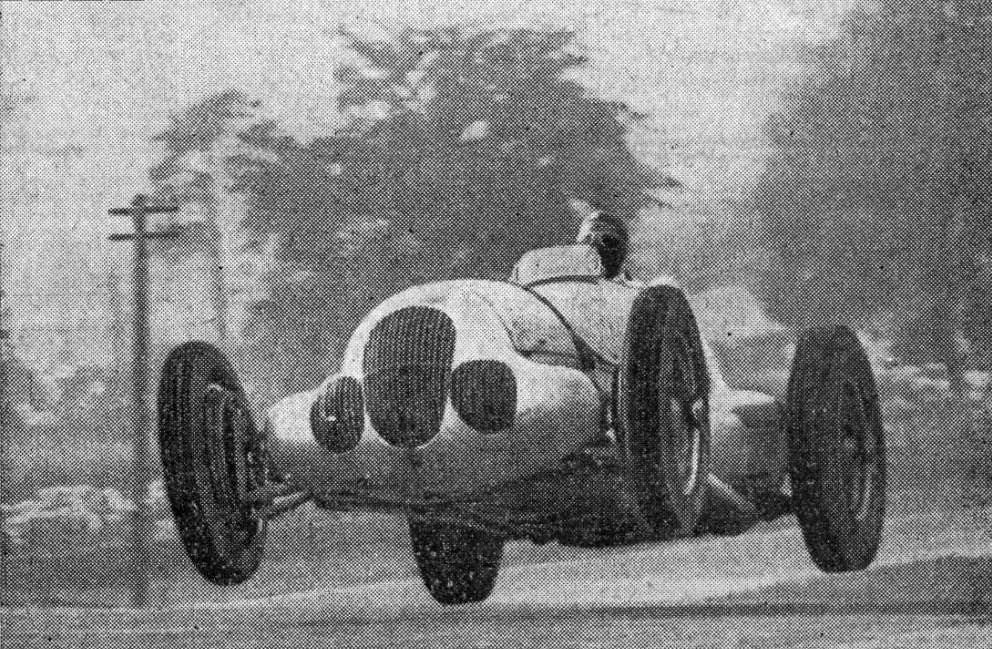
Manfred von Brauchitsch en pleine attaque, au Grand Prix de Donington 1937.

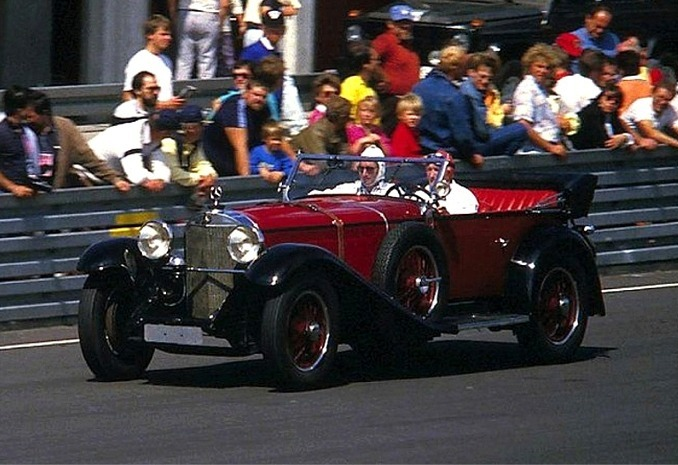
Manfred von Brauchitsch en démonstration sur Mercedes-Benz K en 1986.

Issu d'une famille de militaires (son oncle Walther von Brauchitsch est le commandant en chef de la Heer (armée de terre) de la Wehrmacht dans les premières années de la seconde guerre mondiale avant d'être écarté par Adolf Hitler), Manfred von Brauchitsch entre lui-même dans l'armée allemande au début des années 1920. Mais une grave blessure l'oblige à quitter l'uniforme au bout de quelques années.
En 1929, il se lance dans la compétition automobile et devient rapidement pilote officiel Mercedes. Dans les années 1930, il s'affirme comme l'un des meilleurs pilote de son époque, désignée aujourd'hui sous le terme d'Ère des Titans en référence à la surpuissance des voitures et aux duels épiques que se livraient les pilotes Mercedes et Auto Union. Il remporte notamment les courses de côte du Kesselberg, de Gabelbach, et de Würgau en 1933, le Grand Prix de Monaco 1937 (son record du tour ne sera battu qu'en 1955) et le Grand Prix de France 1938. Il termine également deuxième du championnat d'Europe des pilotes en 1937 et en 1938. Mais le succès le plus fameux de Von Brauchitsch reste peut-être sa victoire à l'Eifelrennen 1934, disputé sur le terrifiant Nürburgring. Ce jour-là, le pilote allemand inaugure en compétition la Mercedes-Benz W25. Pour passer le contrôle technique (la voiture était trop lourde de quatre kilogrammes), Von Brauchitsch propose à son directeur sportif Alfred Neubauer de poncer la peinture blanche qui recouvre la carrosserie en aluminium de sa monoplace. C'est donc au volant d'une voiture à la robe grise métallisée que Von Brauchitsch s'impose, inaugurant du même coup la légende des Flèches d'Argent. 
Mais malgré ses succès, il est le plus souvent relégué dans l'ombre de ses compatriotes Rudolf Caracciola, Bernd Rosemeyer et Hermann Lang, ainsi que de l'as italien Tazio Nuvolari. Sa carrière de pilote est interrompue par l'éclatement de la Seconde Guerre mondiale. Réformé, c'est dans un bureau qu'il participe à l'effort de guerre. La paix revenue, il tente de reprendre le fil de sa carrière, mais en vain. 
Ne cachant pas ses sympathies pour les idéaux communistes, il est suspecté d'espionnage en faveur de l'Allemagne de l'Est. En 1955, il passe à l'Est, ce qui lui permet également de fuir les dettes qu'il avait accumulées à l'Ouest. Le régime est-allemand, trop heureux d'accueillir une personnalité aussi prestigieuse que Manfred von Brauchitsch ne tarde pas à lui proposer un poste au ministère des sports. 
Après avoir disparu de la vie publique pendant plusieurs décennies, Manfred von Brauchitsch refait son apparition en 1997, année qui correspond au changement de livrée des Formule 1 de l'équipe McLaren-Mercedes, qui optent pour une couleur argentée évoquant les plus belles heures de Mercedes en sport automobile. Trait d'union entre deux périodes de l'histoire de Mercedes, Manfred von Brauchitsch, qui est âgé de plus de 90 ans, est alors régulièrement sollicité par son ancien employeur pour des opérations de relations publiques en compagnie des pilotes Mika Häkkinen et David Coulthard.

## Cinéma
- Sa première victoire à l'Avusrennen 1932 marqua tellement le pays que le cinéma lui proposa de jouer le premier rôle dans Kampf (1932), d'Erich Schönfelder[1].
- En 1957, Manfred von Brauchtisch inspire le personnage principal de Rivalen Am Steuer (de), un film de propagande à la gloire de l'ex-RDA et réalisé par Ernst Wilhelm Fiedler (de). À l'époque, le régime est-allemand l'avait très vite retiré des salles car les images de cactus et palmiers, censées représenter l'Amérique du Sud, pouvaient susciter des projets d'exils auprès de la population[2].
- En 1966, une série allemande Ohne Kampf Kein Sieg en français : « Sans lutte pas de victoire », réalisée par Rudi Kurz (de), retrace son parcours hors du commun. Disponible aujourd'hui en DVD, ce téléfilm reprend le titre de l'autobiographie du pilote, publiée cette même année 1966[1].